# The Atrocity Exhibition… Exhibit A
The Atrocity Exhibition… Exhibit A címmel jelent meg az amerikai Exodus együttes nyolcadik nagylemeze 2007. október 26-án a Nuclear Blast kiadó gondozásában. Ez volt az együttes második nagylemeze, melyen Rob Dukes énekes és Lee Altus gitáros volt hallható. Ezen az anyagon ismét Tom Hunting dobos játszott, aki 2005-ben egészségügyi okokra hivatkozva lépett ki a zenekarból. Utoljára a 2004-es Tempo of the Damned albumon volt hallható a játéka. Az album címe utalás az angol sci-fi szerző J. G. Ballard 1970-ben megjelent The Atrocity Exhibition című könyvére. Eredetileg a Los Angeles-i thrash pályatárs, az azóta már megszűnt Dark Angel soha el nem készült 1992-es albumának lett volna ez a címe.

## Háttér
2007 márciusában Tom Hunting visszatért a zenekarba, miután sikerült felülkerekednie szorongásos problémáin. A stúdiómunkálatokra ezennel Oakland városában került sor, ismét Andy Sneap producerkedésével. Lee Altus 2005-ben aznap szállt be a zenekarba, mikor elkezdték rögzíteni a Shovel Headed Kill Machine albumot, ezért ott még nem tudott aktívan részt venni a dalírásban. Ugyan a dalokat és a szövegeket ezúttal is Holt egymaga írta, de elmondása szerint Altus és a többiek is sokat hozzátettek a végeredményhez. A Children of a Worthless God című dal zenéjét csaknem teljes egészében Altus szerezte, míg a szövege Dukes tollából származik. A stúdiózás 2007. június 10-én vette kezdetét, a zenekar pedig 13 dalt írt meg, az albumra azonban csak 9 került fel. A maradék négy dalt, így a következő albumra rakták félre, melynek felvételeit 2008 végére tervezték, azonban csak 2009. decemberében vonultak stúdióba. A zenekar eredetileg egy kétrészes lemezben gondolkodott, ezért kapta a 2010-ben megjelent album az Exhibit B: The Human Condition címet.
A The Atrocity Exhibition… Exhibit A cím Holt értelmezésében az intézményes vallások évszázadokon át elkövetett rémtetteire utal:„Számomra a kereszténység ezt képviseli. Ha visszamegyünk a keresztes háborúk korába és haladunk a mai idők felé, mást sem látunk, mint egy mitikus teremtmény nevében lemészárolt embereket.” Ugyan az album nem nevezhető konceptlemeznek, de több dalt is azonos gondolati szálra fűztek fel. A címadó mellett az Iconoclasm is az intézményes vallásokkal foglalkozik. A Children of a Worthless God című dalnak a radikális iszlám a témája, míg az As It Was, As It Soon Shall Be mondandóját az iraki háború ihlette.
Zeneileg egy változatosabb és komplexebb album született, nagyrészt epikus dalokkal. Holt elmondása szerint ez nem volt tudatos döntés, nem szokta előre megtervezni az egyes albumok zenei irányvonalát. 2007. szeptemberében bemutatták a Riot Act című dalra forgatott videót, melyet Jon Schnepp rendezett. A dal 2010 december 6-án megjelent a Rock Band 2 videójátékban is.
2007. október 17-én az egész albumot meghallgathatóvá tették a zenekar myspace oldalán, így azok a rajongók akik előrendeltek az albumra, október 19-én vehették kézbe az anyagot, míg a boltokban csak október 26-án vált hozzáférhetővé.
Érdekesség a záró Bedlam 1-2-3 című dal, amely ugyan 19 percesnek van jelölve a borítón, de valójában 8 perc után véget ér, hogy 10 percnyi csend után, felcsendüljön a Bonded by Banjo című country/bluegrass hangulatú dal, mely a klasszikus Bonded by Blood daluk humoros feldolgozása. A dal felkerült a Shovel Headed Tour Machine: Live At Wacken & Other Assorted Atrocities című DVD-re is.

## Fogadtatás
Az albumot megjelenésekor jól fogadta a metal sajtó, melyet a Metal Storm webzine az év thrash metal albumának kiáltott ki. A német Rock Hard magazinban a "hónap albuma" lett, Frank Albrecht a cikk szerzője, pedig kifejtette, hogy az anyag új életet adhat a thrash metalnak, valamint mindenkit bátorított a megvásárlására, aki szereti a gyors, kemény és stílusos thrash metalt.
Eduardo Rivadavia az AllMusic kritikusa három és fél csillaggal jutalmazta a lehetséges ötből, és kifejtette, hogy az együttes egyik legizgalmasabb és legmélyebb albuma készült el. Meglátása szerint az epikus, hosszú dalok létrejöttét nagymértékben inspirálhatta a Machine Head néhány hónappal korábban megjelent The Blackening albuma. Hozzátette, hogy Dukes sokszor dallamosabb énektémái valószínűleg nem fognak tetszeni a régi rajongóknak, valamint üdvözölte Tom Hunting visszatérését, mivel a dobos azt jelenti az Exodusnak, mint Dave Lombardo a Slayernek, vagy Phil Rudd az AC/DCnek.
A magyar Metal Hammer 8 pontot adott rá a lehetséges 10-ből, hozzátéve, hogy jobb lett az album, mint közvetlen elődje, viszont a Tempo of the Damned színvonalát már nem éri el. A cikk írója kifejtette, hogy az egyes dalok túlságosan hosszúak, miszerint „olvastam, hogy a modern thrash Master of Puppets lemezét akarták elkészíteni, viszont nemcsak a hosszú dalokat, az ötletességet is át lehetne venni Hetfieldéktől”.
Az albumból az Amerikai Egyesült Államokban 3600 darabot értékesítettek a megjelenés hetében, 2008 novemberére pedig már több, mint 22000 darab talált gazdára.
A német eladási listákon a 74. helyig jutott az album.

## Számlista
| 1.    | Call to Arms                   | 1:33  |
| 2.    | Riot Act                       | 3:37  |
| 3.    | Funeral Hymn                   | 8:38  |
| 4.    | Children of a Worthless God    | 8:25  |
| 5.    | As It Was, As It Soon Shall Be | 5:16  |
| 6.    | The Atrocity Exhibition        | 10:33 |
| 7.    | Iconoclasm                     | 7:54  |
| 8.    | The Garden of Bleeding         | 5:49  |
| 9.    | Bedlam 1-2-3                   | 19:51 |
| 71:44 |                                |       |

## Tagok
- Rob Dukes – ének
- Gary Holt – gitár
- Lee Altus – gitár
- Jack Gibson – basszusgitár
- Tom Hunting – dob